# Pocky
Pocky este un aliment gustare produs de Ezaki Glico. Pocky a fost vândut pentru prima dată în 1966 și a fost inventat de Yoshiaki Koma. Acestea constau din biscuiți cu biscuiți cu ciocolată. A fost numit după japonez onomatopoetic cuvântul pokkin.
Originalul a fost urmat de acoperirea cu migdale în 1971 și acoperirea cu căpșuni în 1977. Astăzi, linia de produse Pocky include mai multe variante cum ar fi cu lapte, cu spumă, cu ceai verde, cu miere, cu banane, cu biscuiți și cu cremă, acoperiri cu aromă de nucă de cocos și produse tematice cum ar fi "Decorer Pocky", cu dungi decorative colorate în înveliș și "Men's Pocky", o ciocolată întunecată (amarbă) și" matură ".

## Distribuția mondială
Pocky este un tratament foarte popular în Japonia, în special în rândul adolescenților. În baruri, este uneori servit cu un pahar de apă cu gheață sau lapte  De asemenea, are o prezență semnificativă în alte asiatice țări, cum ar fi China, Coreea de Sud, Thailanda, Indonezia, în Filipine, Laos, Malaysia, Singapore, Hong Kong, Taiwan, India, Birmania, Brunei și Vietnam . În Malaysia, Pocky a fost vândut sub numele de "Rocky" timp de patru decenii. În 2014, a fost rebrand sub numele de "Pocky" cu un nou design de pachete și slogan. Reclamele cu cântăreața japoneză Yuna au început, de asemenea, în 2015, pentru a da recunoaștere mărcii și o creșterea a vânzărilor.
În Europa, Pocky este produsă sub licență de către Mondelēz International și vândută sub numele "Mikado" în Austria, Belgia, Franța, Germania, Italia, Irlanda, Luxemburg, Spania, Elveția, Regatul Unit și Grecia . "Mikado" se găsește la majoritatea supermarketurilor și multe magazine internaționale de alimente.
În Statele Unite și Canada, Pocky se găsește în supermarketurile din Asia și în secțiunea internațională a celor mai mari supermarketuri, cum ar fi Piața Mondială, H-E-B, Wegmans, Kroger, Piața Internațională Jungle Jim, Costco, Walmart Magazinele țintă, unele camere Walgreens, Meijer, Fiesta și camerele anime convenționale . În Statele Unite, Pocky este comercializat atât de LU (în aromele de ciocolată și de unt de arahide ), cât și de divizia americană Ezaki Glico, Ezaki Glico USA Corporation (în arome de ciocolată și de căpșuni).
În Australia și Noua Zeelandă, acesta este, de obicei, vândut pe piețele asiatice, împreună cu alte produse și produse din Asia. Ca și Statele Unite și Canada există, de asemenea, disponibile pe scară largă în secțiunile internaționale privind culoarul alimentar asiatic al celor mai mari lanțuri de supermarketuri. Importatorii de specialitate există, de asemenea, în Australia și Noua Zeelandă.
În România, Pocky se găsește la câteva magazine asiatice sau câtodată, la supermarketuri.

## Arome și variații
Pocky pot fi găsite în zeci de soiuri, cum ar fi ciocolată, căpșuni și migdale . Unele dintre cele mai neobișnuite arome includ arome sezoniere de miere (primăvară) și mango kiwi (vară). Versiunea amarbă a ciocolatei Pocky este cunoscută sub numele de Men's Pocky. Arome regionale de Pocky includ struguri ( Nagano ), Yubari pepene galben ( Hokkaido ), gigantul mikan (mandarină, vândute în Kyushu regiune), sub formă de pudră de ceai azuki de fasole ( Kyoto ), Kobe vin ( Kobe ), si fructe de cinci fuziune ( Goka ) . De asemenea, arome, cum ar fi banana, lychee, cafea, caramel, ceai de lapte regal de marmură, pepene galben, bar Daim (vândut în Marea Britanie), lapte, miere și lapte, brânză topită, boabe, cartofi dulci, nucă de cocos în ciocolată), porumb pe cocean, ananas, dovleac, kurogoma (negru susan ), kinako ( boabe de soia făină), Marron, budinca brazilian, cireșe, tomate, portocale, mikan, afine, iaurt de mere, alune, boabe de amestecat și verde ceaiul este disponibil.

## Legături externe
- ja Official website
- en Glico website Arhivat în 22 septembrie 2012, la Wayback Machine.